# Botrychium schaffneri
Botrychium schaffneri är en låsbräkenväxtart som beskrevs av Underw. Botrychium schaffneri ingår i släktet låsbräknar, och familjen låsbräkenväxter. Inga underarter finns listade i Catalogue of Life.